# مرتونگ
مرتونگ (به انگلیسی: Martung) یک تحصیل در پاکستان است که در ناحیه شانگله واقع شده‌است.